# Championnats du monde d'athlétisme 1993
Navigation
Les 4es Championnats du monde d'athlétisme se sont tenus du 13 au 22 août 1993 (le mercredi 18 août est sans compétition) au Gottlieb-Daimler-Stadion de Stuttgart, en Allemagne. 1 630 athlètes issus de 187 nations (les pays de l'ex Union Soviétique concourent séparément) ont pris part aux 44 épreuves du programme. Dorénavant, ces championnats se déroulent tous les deux ans.

## Faits marquants

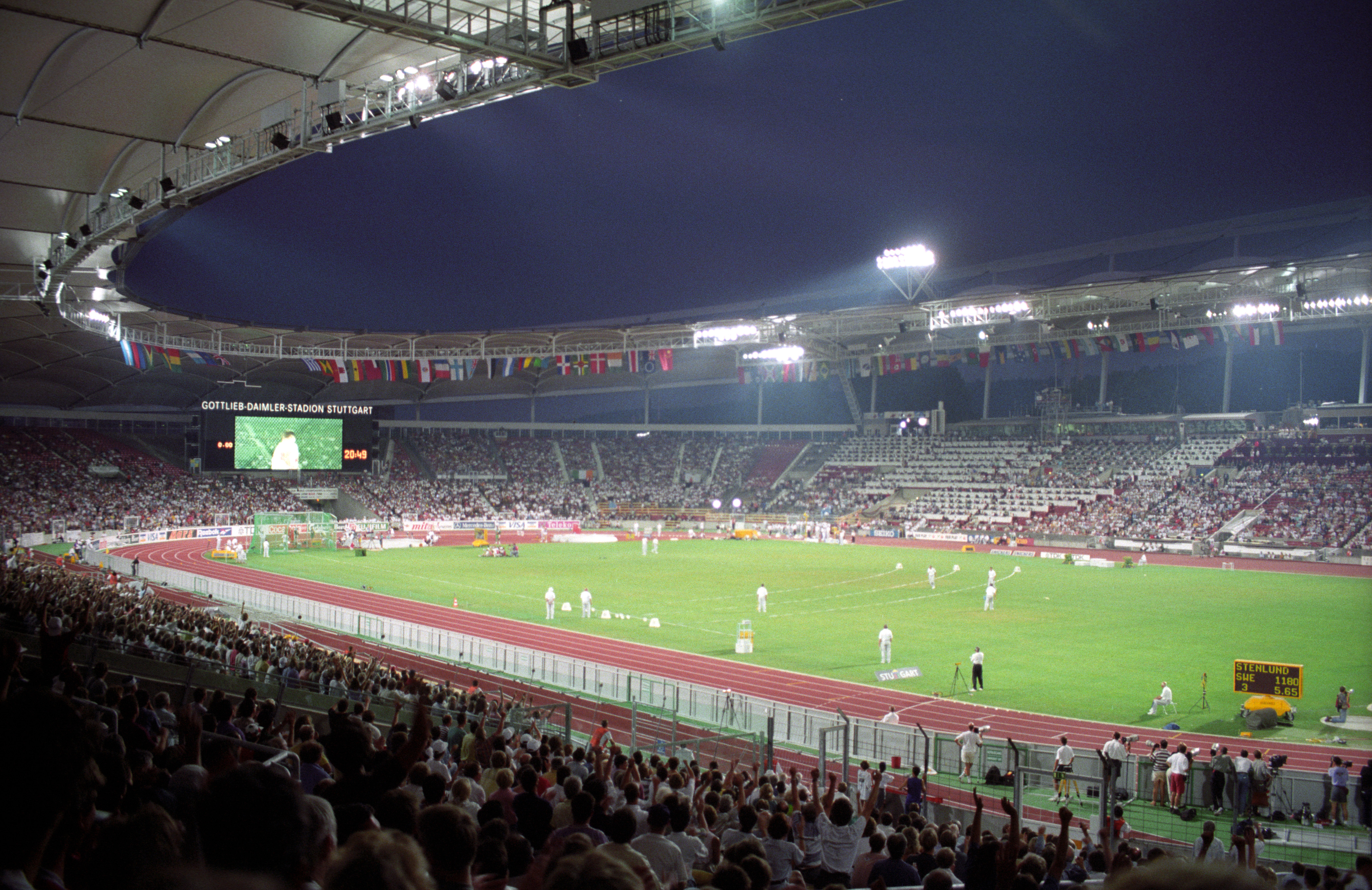
Gottlieb-Daimler-Stadion.

Ces quatrièmes championnats du monde sont d'un niveau supérieur à ceux de Tokyo de 1991 : dans les épreuves masculines, 16 des 24 vainqueurs ont une performance supérieure à celle du vainqueur de 1991 et dans les épreuves féminines 12 des 19 vainqueurs ont une performance supérieure à celle de la gagnante de 1991.
Les États-Unis dominent ces championnats, à la fois chez les hommes et chez les femmes, avec 13 titres, 25 médailles et 256 points à la place (placing table). Dans les épreuves masculines, les États-Unis totalisent 8 titres, 14 médailles et 148 points devant le Kenya (3 titres, 9 médailles, 81 points) et la Grande Bretagne (2 titres, 8 médailles, 69 points). Dans les épreuves féminines, les États-Unis totalisent 5 titres, 11 médailles et 108 points devant la Chine (4 titres, 8 médailles, 75 points) et la Russie (3 titres, 10 médailles, 113 points).
Quatre records du monde sont battus lors de ces championnats du monde de Stuttgart : le 110 mètres haies par Colin Jackson en 12 s 91, le relais 4 × 400 mètres masculin par l'équipe des États-Unis (Andrew Valmon, Quincy Watts, Butch Reynolds et Michael Johnson) en 2 min 54 s 29, le 400 mètres haies féminin par Sally Gunnell en 52 s 74. Le triple saut féminin, disputé pour la première fois lors d'un mondial d'athlétisme, est remporté par la Russe Anna Biryukova qui établit avec un bond à 15,09 m un nouveau record du monde. D'autre part, l'équipe des États-Unis (Jon Drummond, Andre Cason, Dennis Mitchell et Leroy Burell) égale le record du monde du relais 4 x 100 m en 37 s 40.
Serguei Bubka (dorénavant représentant l'Ukraine) remporte son quatrième titre consécutif au saut à la perche et Werner Gunthoer (Suisse) son troisième titre consécutif au lancer du poids.
Le Kenyan Ismaël Kirui est à 18 ans le plus jeune champion du monde. L'Allemande Heike Drechsler remporte le saut en longueur, 10 ans après son premier titre en 1983.
Une domination chinoise sans partage sur les épreuves féminines de fond et de demi-fond marque également les championnats. Mais le spectre du dopage entache cet exploit. L'entraîneur chinois Ma Junren (en) réussit la performance de placer trois de ses athlètes sur la plus haute marche des podiums des 1 500, 3 000 et 10 000 mètres. Mieux, « l'armée de Ma » réussit le doublé sur la plus longue des distances et même un triplé sur le 3 000 mètres.
Quatre athlètes sont disqualifiés pour dopage : Romas Ubartas (Lituanie) au lancer du disque, Dimitry Poluynin (Ouzbékistan) au lancer du javelot, Mike Stulce (États-Unis) au lancer du poids et Liliya Nurutdinova au 800 m.

## Résultats

### Hommes
| Épreuves                  | Or                                                                                      | Argent                                                                         | Bronze                                                                       |
| ------------------------- | --------------------------------------------------------------------------------------- | ------------------------------------------------------------------------------ | ---------------------------------------------------------------------------- |
| 100 m détails             | Linford Christie 9 s 87                                                                 | Andre Cason 9 s 92                                                             | Dennis Mitchell 9 s 99                                                       |
| 200 m détails             | Frankie Fredericks 19 s 85 (RC)                                                         | John Regis 19 s 94                                                             | Carl Lewis 19 s 99                                                           |
| 400 m détails             | Michael Johnson 43 s 65                                                                 | Butch Reynolds 44 s 13                                                         | Samson Kitur 44 s 54                                                         |
| 800 m détails             | Paul Ruto 1 min 44 s 71                                                                 | Giuseppe D'Urso 1 min 44 s 86                                                  | Billy Konchellah 1 min 44 s 89                                               |
| 1 500 m détails           | Noureddine Morceli 3 min 34 s 24                                                        | Fermin Cacho Ruiz 3 min 35 s 56                                                | Abdi Bile 3 min 35 s 96                                                      |
| 5 000 m détails           | Ismael Kirui 13 min 02 s 75                                                             | Haile Gebrselassie 13 min 03 s 17                                              | Fita Bayisa 13 min 05 s 40                                                   |
| 10 000 m détails          | Haile Gebrselassie 27 min 46 s 02                                                       | Moses Tanui 27 min 46 s 54                                                     | Richard Chelimo 28 min 06 s 02                                               |
| Marathon détails          | Mark Plaatjes 2 h 13 min 57 s                                                           | Lucketz Swartbooi 2 h 14 min 11 s                                              | Bert van Vlaanderen 2 h 15 min 12 s                                          |
| 110 m haies détails       | Colin Jackson 12 s 91 (RM)                                                              | Tony Jarrett 13 s 00                                                           | Jack Pierce 13 s 06                                                          |
| 400 m haies détails       | Kevin Young 47 s 18                                                                     | Samuel Matete 47 s 60                                                          | Winthrop Graham 47 s 62                                                      |
| 3 000 m steeple détails   | Moses Kiptanui 8 min 06 s 36 (RC)                                                       | Patrick Sang 8 min 07 s 53                                                     | Alessandro Lambruschini 8 min 08 s 78                                        |
| 20 km marche détails      | Valentin Massana 1 h 22 min 31 s                                                        | Giovanni De Benedictis 1 h 23 min 06 s                                         | Daniel Plaza 1 h 23 min 18 s                                                 |
| 50 km marche détails      | Jesus Garcia 3 h 41 min 41 s                                                            | Valentin Kononen 3 h 42 min 02 s                                               | Valeriy Spitsyn 3 h 42 min 50 s                                              |
| 4 × 100 m détails         | États-Unis Jon Drummond Andre Cason Dennis Mitchell Leroy Burrell 37 s 48               | Grande-Bretagne Colin Jackson Tony Jarrett John Regis Linford Christie 37 s 77 | Canada Robert Esmie Glenroy Gilbert Bruny Surin Atlee Mahorn 37 s .83 (RN)   |
| 4 × 400 m détails         | États-Unis Andrew Valmon Quincy Watts Butch Reynolds Michael Johnson 2 min 54 s 29 (RM) | Kenya Kennedy Ochieng Simon Kemboi Abednego Matilu Samson Kitur 2 min 59 s 82  | Allemagne Rico Lieder Karsten Just Olaf Hense Thomas Schönlebe 2 min 59 s 99 |
| Saut en longueur détails  | Mike Powell 8,59 m                                                                      | Stanislav Tarasenko 8,16 m                                                     | Vitaliy Kirilenko 8,15 m                                                     |
| Triple saut détails       | Mike Conley 17,86 m                                                                     | Leonid Voloshin 17,65 m                                                        | Jonathan Edwards 17,44 m                                                     |
| Saut en hauteur détails   | Javier Sotomayor 2,40 m (RC)                                                            | Artur Partyka 2,37 m                                                           | Steve Smith 2,37 m                                                           |
| Saut à la perche détails  | Sergueï Bubka 6,00 m (RC)                                                               | Grigoriy Yegorov 5,90 m                                                        | Maksim Tarasov 5,80 m                                                        |
| Saut à la perche détails  | Sergueï Bubka 6,00 m (RC)                                                               | Grigoriy Yegorov 5,90 m                                                        | Igor Trandenkov 5,80 m                                                       |
| Lancer du poids détails   | Werner Günthör 21,97 m                                                                  | Randy Barnes 21,80 m                                                           | Aleksandr Bagach 20,40 m                                                     |
| Lancer du disque détails  | Lars Riedel 67,72 m                                                                     | Dmitri Chevtchenko 66,90 m                                                     | Jürgen Schult 66,12 m                                                        |
| Lancer du marteau détails | Andreï Abduvaliev 81,64 m                                                               | Igor Astapkovich 79,88 m                                                       | Tibor Gecsek 79,54 m                                                         |
| Lancer du javelot détails | Jan Železný 85,98 m (RC)                                                                | Kimmo Kinnunen 84,78 m                                                         | Mick Hill 82,96 m                                                            |
| Décathlon détails         | Dan O'Brien 8 817 pts (RC)                                                              | Eduard Hämäläinen 8 724 pts                                                    | Paul Meier 8 548 pts                                                         |

### Femmes
| Épreuves                  | Or                                                                                                 | Argent                                                                                       | Bronze                                                                              |
| ------------------------- | -------------------------------------------------------------------------------------------------- | -------------------------------------------------------------------------------------------- | ----------------------------------------------------------------------------------- |
| 100 m détails             | Gail Devers 10 s 82 (RC)                                                                           | Merlene Ottey 10 s 82 (RC)                                                                   | Gwen Torrence 10 s 89                                                               |
| 200 m détails             | Merlene Ottey 21 s 98                                                                              | Gwen Torrence 22 s 00                                                                        | Irina Privalova 22 s 13                                                             |
| 400 m détails             | Jearl Miles-Clark 49 s 82                                                                          | Natasha Kaiser-Brown 50 s 17                                                                 | Sandie Richards 50 s 44                                                             |
| 800 m détails             | Maria Mutola 1 min 55 s 43                                                                         | Lyubov Gurina 1 min 57 s 10                                                                  | Ella Kovacs 1 min 57 s 92                                                           |
| 1 500 m détails           | Liu Dong 4 min 00 s 50                                                                             | Sonia O'Sullivan 4 min 03 s 48                                                               | Hassiba Boulmerka 4 min 04 s 29                                                     |
| 3 000 m détails           | Qu Yunxia 8 min 28 s 71 (RC)                                                                       | Zhang Linli 8 min 29 s 25                                                                    | Zhang Lirong 8 min 31 s 95                                                          |
| 10 000 m détails          | Wang Junxia 30 min 49 s 30 (RC)                                                                    | Zhong Huandi 31 min 12 s 55                                                                  | Sally Barsosio 31 min 15 s 38                                                       |
| Marathon détails          | Junko Asari 2 h 30 min 03 s                                                                        | Manuela Machado 2 h 30 min 54 s                                                              | Tomoe Abe 2 h 31 min 01 s                                                           |
| 100 m haies détails       | Gail Devers 12 s 46                                                                                | Marina Azyabina 12 s 60                                                                      | Lynda Tolbert 12 s 67                                                               |
| 400 m haies détails       | Sally Gunnell 52 s 74 (RM)                                                                         | Sandra Farmer-Patrick 52 s 79                                                                | Margarita Ponomaryova 53 s 48                                                       |
| 10 km marche détails      | Sari Essayah 42 min 59 s                                                                           | Ileana Salvador 43 min 08 s                                                                  | Encarna Granados 43 min 21 s                                                        |
| 4 × 100 m détails         | Russie Olga Bogoslovskaya Galina Malchugina Natalya Voronova Irina Privalova 41 s 49 (RC)          | États-Unis Michelle Finn Gwen Torrence Wendy Vereen Gail Devers 41 s 49 (RC)                 | Jamaïque Michelle Freeman Juliet Campbell Nicole Mitchell Merlene Ottey 41 s 94     |
| 4 × 400 m détails         | États-Unis Gwen Torrence Maicel Malone-Wallace Natasha Kaiser Jearl Miles-Clark 3 min 16 s 71 (RC) | Russie Yelena Rouzina Tatyana Alekseyeva Margarita Ponomaryova Irina Privalova 3 min 18 s 38 | Grande-Bretagne Linda Keough Phylis Smith Tracy Goddard Sally Gunnell 3 min 23 s 41 |
| Saut en longueur détails  | Heike Drechsler 7,11 m                                                                             | Larisa Berezhnaya 6,98 m                                                                     | Renata Nielsen 6,76 m                                                               |
| Triple saut détails       | Anna Biryukova 15,09 m (RM)                                                                        | Yolanda Chen 14,70 m                                                                         | Iva Prandzheva 14,23 m                                                              |
| Saut en hauteur détails   | Ioamnet Quintero 1,99 m                                                                            | Silvia Costa 1,97 m                                                                          | Sigrid Kirchmann 1,97 m                                                             |
| Lancer du poids détails   | Huang Zhihong 20,57 m                                                                              | Svetlana Krivelyova 19,97 m                                                                  | Kathrin Neimke 19,71 m                                                              |
| Lancer du disque détails  | Olga Chernyavskaya 67,40 m                                                                         | Daniela Costian 65,36 m                                                                      | Min Chunfeng 65,26 m                                                                |
| Lancer du javelot détails | Trine Hattestad 69,18 m                                                                            | Karen Forkel 65,80 m                                                                         | Natalya Shikolenko 65,64 m                                                          |
| Heptathlon détails        | Jackie Joyner-Kersee 6 837 pts                                                                     | Sabine Braun 6 797 pts                                                                       | Svetlana Buraga 6 635 pts                                                           |

## Tableau des médailles
| Rang | Nation          | Or | Argent | Bronze | Total |
| ---- | --------------- | -- | ------ | ------ | ----- |
| 1    | États-Unis      | 13 | 7      | 5      | 25    |
| 2    | Chine           | 4  | 2      | 2      | 8     |
| 3    | Russie          | 3  | 8      | 5      | 16    |
| 4    | Grande-Bretagne | 3  | 3      | 4      | 10    |
| 4    | Kenya           | 3  | 3      | 4      | 10    |
| 6    | Allemagne       | 2  | 2      | 4      | 8     |
| 7    | Espagne         | 2  | 1      | 2      | 5     |
| 8    | Cuba            | 2  | 1      | 0      | 3     |
| 9    | Finlande        | 1  | 2      | 0      | 3     |
| 10   | Jamaïque        | 1  | 1      | 3      | 5     |
| 11   | Ukraine         | 1  | 1      | 2      | 4     |
| 12   | Éthiopie        | 1  | 1      | 1      | 3     |
| 13   | Namibie         | 1  | 1      | 0      | 2     |
| 14   | Algérie         | 1  | 0      | 1      | 2     |
| 14   | Japon           | 1  | 0      | 1      | 2     |
| 16   | Tchéquie        | 1  | 0      | 0      | 1     |
| 16   | Mozambique      | 1  | 0      | 0      | 1     |
| 16   | Norvège         | 1  | 0      | 0      | 1     |
| 16   | Suisse          | 1  | 0      | 0      | 1     |
| 16   | Tadjikistan     | 1  | 0      | 0      | 1     |
| 21   | Italie          | 0  | 3      | 1      | 4     |
| 22   | Biélorussie     | 0  | 2      | 2      | 4     |
| 23   | Australie       | 0  | 1      | 0      | 1     |
| 23   | Irlande         | 0  | 1      | 0      | 1     |
| 23   | Kazakhstan      | 0  | 1      | 0      | 1     |
| 23   | Pologne         | 0  | 1      | 0      | 1     |
| 23   | Portugal        | 0  | 1      | 0      | 1     |
| 23   | Zambie          | 0  | 1      | 0      | 1     |
| 29   | Autriche        | 0  | 0      | 1      | 1     |
| 29   | Bulgarie        | 0  | 0      | 1      | 1     |
| 29   | Canada          | 0  | 0      | 1      | 1     |
| 29   | Danemark        | 0  | 0      | 1      | 1     |
| 29   | Hongrie         | 0  | 0      | 1      | 1     |
| 29   | Pays-Bas        | 0  | 0      | 1      | 1     |
| 29   | Roumanie        | 0  | 0      | 1      | 1     |
| 29   | Somalie         | 0  | 0      | 1      | 1     |
|      |                 | 44 | 44     | 45     | 133   |

## Sources
- (en) Résultats par épreuve des Championnats du monde de 1993 sur le site de l'IAAF
- (en) Historique des championnats du monde d'athlétisme sur IAAF Statistics Handbook (version 2017), site de l'Association internationale des fédérations d'athlétisme